# Château de Detmold
 (décembre 2023).
Si vous disposez d'ouvrages ou d'articles de référence ou si vous connaissez des sites web de qualité traitant du thème abordé ici, merci de compléter l'article en donnant les références utiles à sa vérifiabilité et en les liant à la section « Notes et références ».
Le château de Detmold est un château allemand qui se trouve dans le centre de la ville de Detmold dans le land de Rhénanie-du-Nord-Westphalie. Il était la residence de la principauté de Lippe jusqu'à 1918 et appartient toujours à la maison de Lippe.

## Description
Ce château fait partie des plus belles bâtisses de la Renaissance de la Weser.
L'édifice, dont la construction a été achevée en 1673, a pour origine un château du Moyen Âge, commencé en 1366, entouré d'eau, et des murs de cette époque subsistent encore aujourd'hui. Ses tours d'angle aux quatre coins sont très caractéristiques.

## Histoire
En 1511, le comte Bernard V fit construire des remparts pour protéger le château. Le comte Bernard VIII fit agrandir le bâtiment en 1549 par le grand jardinier Jörg Unkair.[réf. souhaitée]
Dans le château qui appartient aujourd'hui au prince Stephan de Lippe se trouvent un musée du gouvernement, du Land, et une bibliothèque qui abrite les archives concernant le château.[réf. souhaitée]

## Liens
- Notices d'autorité :   - VIAF
  - LCCN
  - GND
  - WorldCat